# Mšice maková

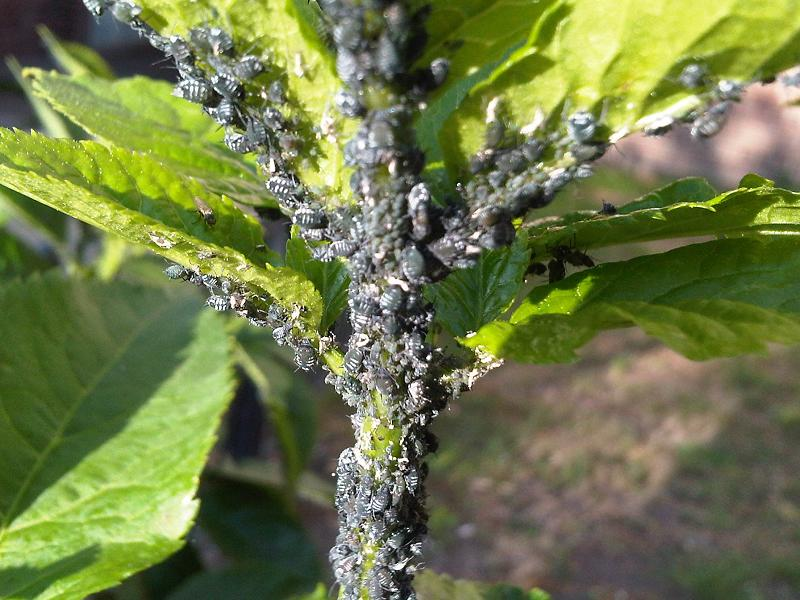
Vytváří velké kolonie.

Mšice maková (Aphis fabae) také mšice bezová je mšice poškozující listy rostlin sáním. Mšice maková je řazena do čeledě mšicovití (Aphididae), řádu polokřídlí (Hemiptera).

## Taxonomie
U druhu Aphis fabae je podle Fauna europaea rozeznáváno šest poddruhů:
- Aphis fabae cirsiiacanthoidis
- Aphis fabae eryngii
- Aphis fabae evonymi
- Aphis fabae fabae
- Aphis fabae mordvilkoi
- Aphis fabae solanella

## EPPO kód
APHIFA

## Synonyma patogena
Podle EPPO je pro patogena s označením Aphis fabae používáno více rozdílných názvů, například Aphis papaveris nebo Doralis fabae.

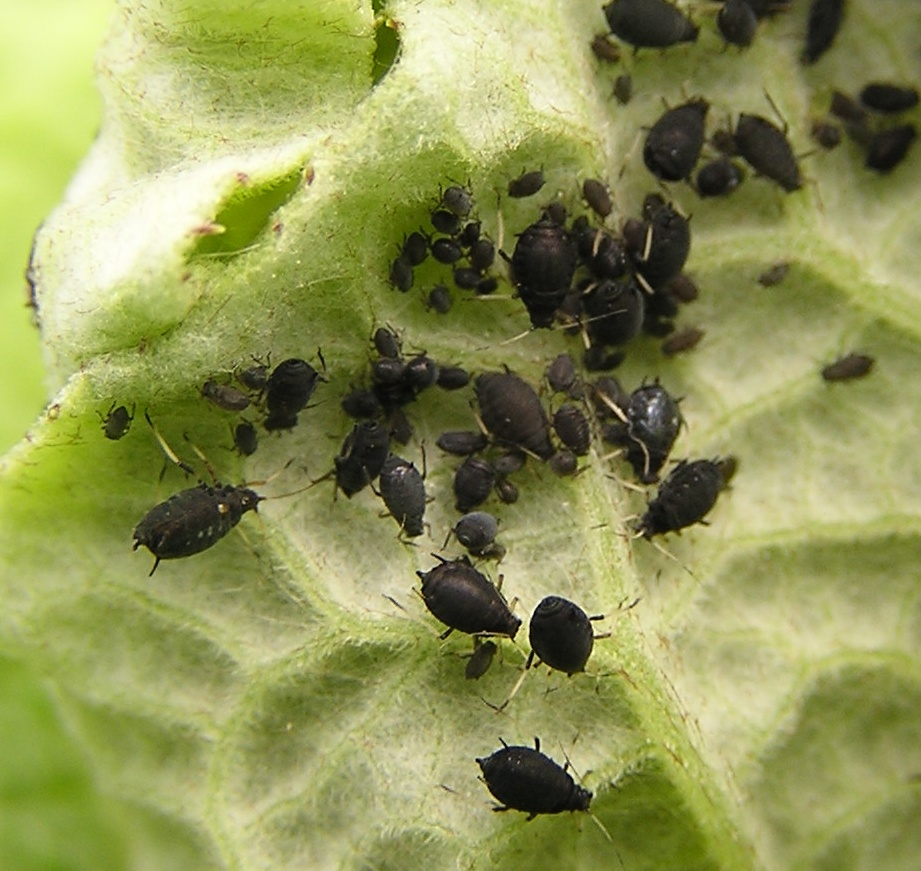
Saje na spodní straně listů, která se deformuje.

### České názvy
Podle Biolib je pro patogena s označením mšice maková používáno více rozdílných názvů, například mšice bezová (Aphis advena), mšice mrlíková (Aphis atriplicis), mšice paznehtíková (Aphis acanthi).

## Výskyt
Patogen je celosvětově rozšířen v teplém a subtropickém pásu.

## Popis
Dospělci jsou černí, tmavě nebo černozelení nebo černohnědí a 1,5–2,5 mm dlouzí.

## Hostitel
Patogen je polyfágní, napadá více než 200 druhů rostlin.

## Příznaky
Deformace a nekrózy listů, krnění a deformace letorostů. Plody jsou deformované. Medovice na listech.

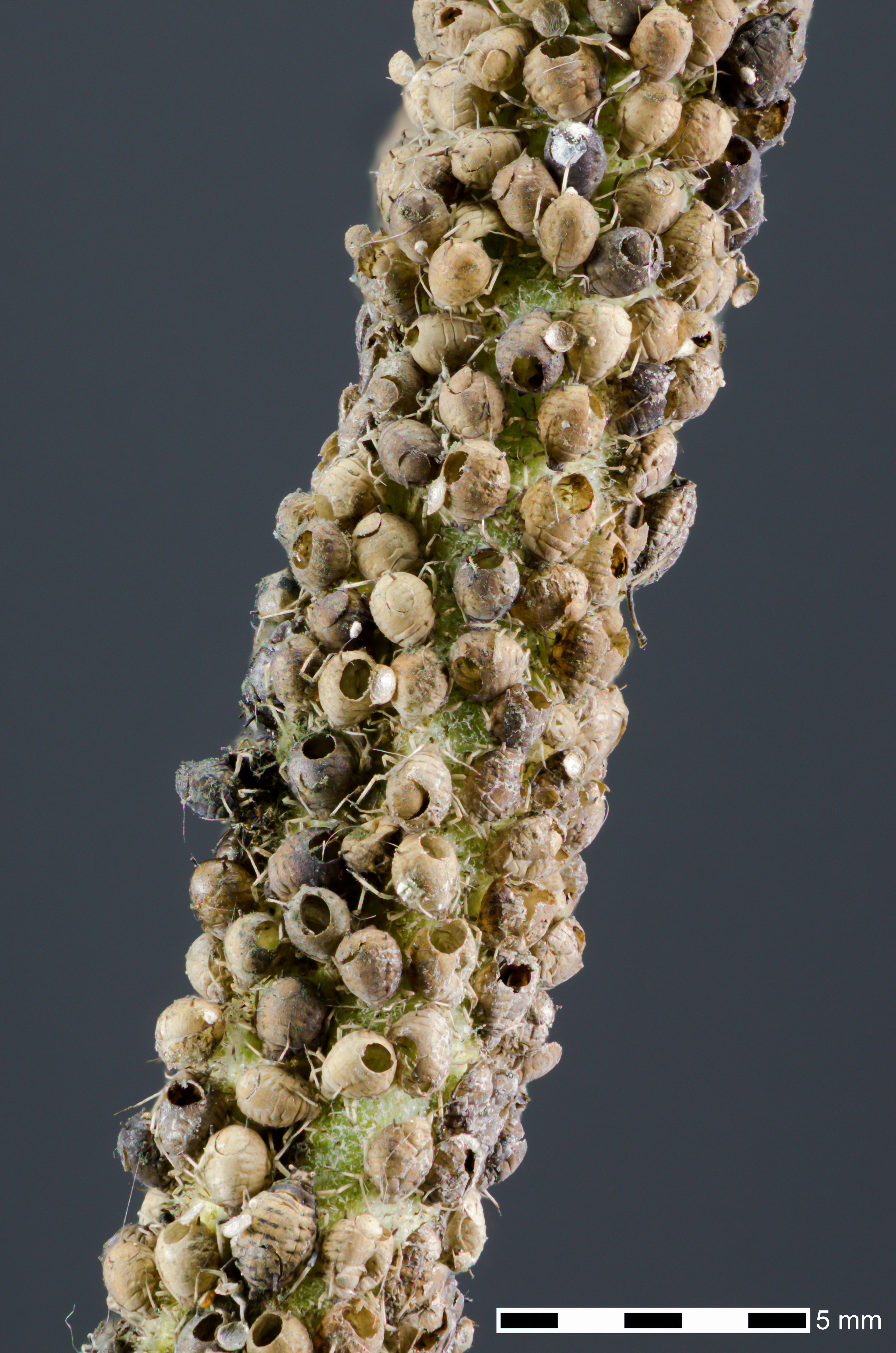
Kolonie mšic parazitovaná predátorem.

## Význam
Snižování listové plochy a kvality plodů jabloně (deformace). Oslabení stromů, snížení sklizně. Snadno dochází k přemnožení. Přenáší virové choroby rostlin, které způsobují podstatnější škody než sání mšic.

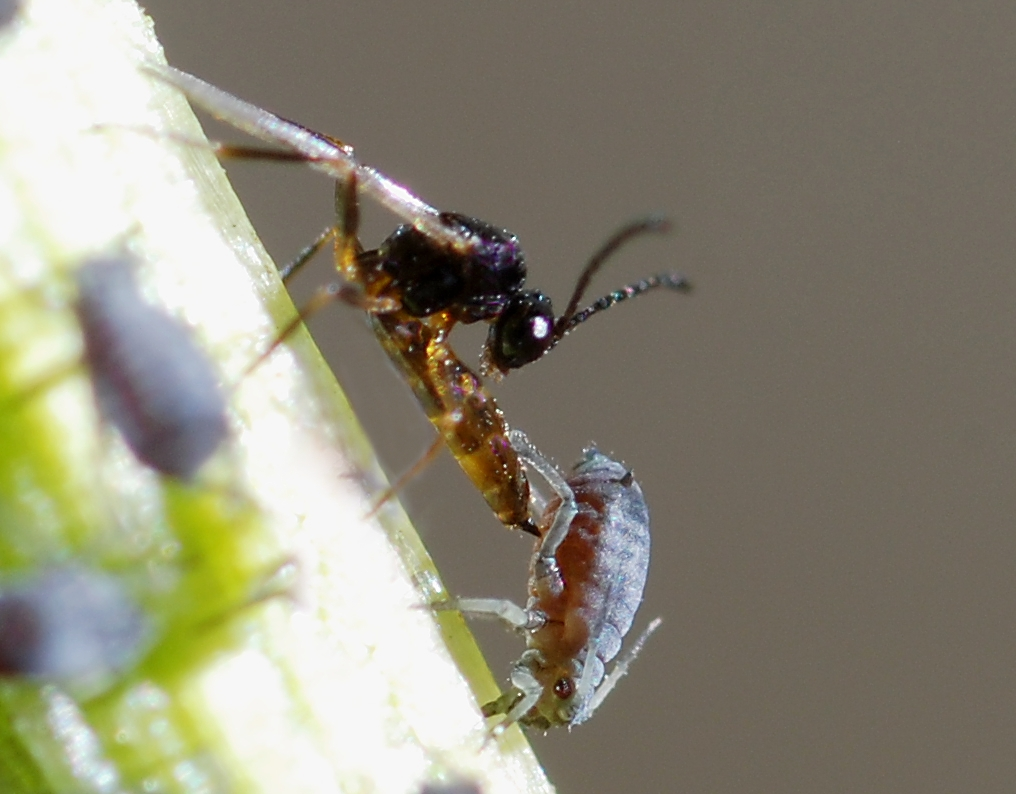
Vosička napadající mšici.

## Biologie
Mšice má několik generací během roku, z vajíček se líhnou na jaře samice, teprve na začátku léta dochází ke vzniku okřídlených jedinců. Část populace poté migruje na sekundárního hostitele. Přezimují černá vajíčka na zimních hostitelích (primární hostitel), především na brslenech, kalině a pustorylu.

## Ekologie
Lesy, parky, zahrady. Predátoři: slunéčka, střevlíci, dravé ploštice, larvy pestřenek, pavouci, bejlomorka rodu Aphidoletes, zlatoočka obecná a další. Během sání mohou mšice přenášet virové infekce.